# Hannes Arnold
Hannes Arnold (* 1953 in Füssen) ist ein deutscher Künstler und Bildhauer. Er ist ein Enkel des Fotografen Bruno Arnold und lebt in Heroldsberg bei Nürnberg.
Nach einer Ausbildung als Zahntechniker in München studierte Arnold zwischen 1980 und 1986 an der Akademie der Bildenden Künste Nürnberg Goldschmiedekunst bei Erhard Hössle und Bildhauerei bei Wilhelm Uhlig. 1986 wurde er zum Meisterschüler und ist seitdem selbständig. 1995 gründete er gemeinsam mit dem Künstler Klaus-Dieter Eichler das Atelier Arnold + Eichler, das vor allem Projekte im Bereich der architekturbezogenen Kunst (Kunst am Bau) realisiert.
Objekte von Arnold befinden sich in vielen Privatsammlungen. Kunst-am-Bau-Projekte hat das Atelier Arnold + Eichler in ganz Süddeutschland realisiert, darunter auch viele Kirchenausstattungen.

## Auszeichnungen
- 1986: Förderpreis der Rudolf-Zorn-Stiftung Kempten
- 1988: bayerischer Staatsförderpreis
- 1996: Preis der Nürnberger Nachrichten
- 1998: Volker-Hinniger-Preis (Bamberg)

## Einzelausstellungen (Auswahl)
- 1986: Städt. Galerie, Schwabach
- 1988: Refektorium der Stadt Füssen
- 1990: Galerie Stephansberg, Bamberg
- 1990: Stadtmuseum Schongau
- 1990: Galerie Kohlenhof, Nürnberg
- 1991: Debütanten-Ausstellung, Residenz in Kempten
- 1993: Kunstverein Bayreuth, Neues Rathaus
- 1995: Palais Stutterheim, Kunstverein Erlangen
- 1998: Villa Dessauer Bamberg
- 2004: Kunstmuseum Erlangen